# 12-часов часовник
12-часовият часовник е система за разглеждане на времето, според която денонощието се разделя на два периода с еднаквата продължителност от 12 часа:
- a.m. – Съкращението идва от латинското ante meridiem (преди обяд) и обозначава часовете от полунощ до обяд.
- p.m. – Съкращението идва от латинското post meridiem (след обяд) и обозначава часовете от обяд до полунощ.

12-часовият формат е широко разпространен в Австралия, Канада, Нова Зеландия, САЩ и др. Използва се съвмествно с 24-часовия формат в страни като Албания, Бразилия, Великобритания, Гърция, Турция, Франция и др.